# CT Amazonas (D-12)
O CT Amazonas (D-12) foi um navio de guerra, tipo contratorpedeiro, da Classe Amazonas que serviu a Marinha do Brasil.

## Características

### Deslocamento
O navio foi construído com diferentes tipos de aço, incluindo aço galvanizado nas partes mais suscetíveis à corrosão, aço médio preto nas partes comuns e aço de alta tensão nas áreas sujeitas a maiores esforços. Sua construção geral era transversal, com reforços longitudinais distribuídos entre os diversos conveses e divididos em compartimentos estanques. Suas características incluíam um deslocamento de 2 102 toneladas a plena carga, 1.805 toneladas em condições normais e 1.516 toneladas em situações de leve deslocamento. Medindo 98,5 metros de comprimento total, 95,04 metros entre perpendiculares, 10,06 metros de boca extrema, 10,5 metros de boca moldada, 6,096 metros de pontal a meio-navio, 5,864 metros de pontal a meio-navio nos bordos, 2,80 metros de calado médio com deslocamento máximo, 2,54 metros de calado médio com deslocamento normal e 2,28 metros de calado médio com deslocamento leve.

### Propulsão
O Contratorpedeiro Amazonas era equipado com dois grupos propulsores Westinghouse Elet & MFG Co., cada um com 17 300 HP, totalizando 34 600 HP de potência. Um desses grupos estava localizado a bombordo e o outro a boreste. Cada grupo era composto por duas turbinas, uma de alta pressão tipo ação de 10 estágios e uma de baixa pressão. Parte das turbinas de baixa pressão também era utilizada para a marcha à ré. Essas turbinas acionavam dois hélices de 3,126 metros de diâmetro com passo constante de 3,927 metros, por meio de engrenagens redutoras de dupla ação General Electric Co. O navio era alimentado por três caldeiras B&W Co de três tubos, do tipo expresso e com dupla caixa de fumaça e fornalha simples, que queimavam óleo combustível.
Cada caldeira estava localizada em uma praça separada e tinha um grupo destilatório de duplo efeito e baixa pressão, com capacidade para 45.500 litros por dia. O navio também possuía dois compressores de alta pressão acionados por turbinas a vapor de 560 dm³/hora e 210 kg/cm² de pressão. Essas especificações lhe proporcionavam uma velocidade econômica de 13,5 nós, uma velocidade padrão de 20 nós e uma velocidade máxima de 33,5 nós. O alcance operacional incluía 3.800 milhas em velocidade padrão e 900 milhas em velocidade máxima. A geração de energia a bordo era assegurada por dois turbo geradores Westinghouse de 450 volts, 60 ciclos por segundo, três fases, com 240 amperes e potência de 150 kW cada, além de um gerador diesel de emergência Cummins, com as mesmas especificações elétricas. O navio contava ainda com duas máquinas frigoríficas York Corp. para os paióis de mantimentos e duas máquinas frigoríficas York Corp. para a refrigeração dos paióis de pólvora, sendo uma à proa e outra à ré.
No que diz respeito a salvamento e serviços, o Amazonas estava equipado com uma lancha de 26 pés, com motor diesel de 31 HP e capacidade para 22 homens, além de 12 balsas salva-vidas, com capacidade para 16 homens cada, e uma chalana a remo de 3 metros de comprimento.

### Armamento
Para controle e manobra, o navio contava com um leme hidroelétrico que podia ser operado a partir do passadiço, da estação de governo à ré e do compartimento da máquina do leme. Originalmente, o Amazonas estava armado com quatro canhões de 127 mm e quatro metralhadoras de 20 mm. No entanto, durante uma docagem para reparos realizada entre maio e julho de 1954, os quatro canhões de 127 mm e as quatro metralhadoras de 20 mm foram removidos. A configuração final de armamento consistia em três canhões de 127 mm, 38 calibres, de duplo emprego com sistema NGF, sendo dois à proa e um à ré. Além disso, o navio tinha dois reparos duplos de canhões de 40 mm, modelo 6, automáticos, e dois reparos tríplices de tubos lançadores de torpedos MK14, modelo 12, com torpedos de 21 polegadas.
Também possuía dois reparos de morteiros antissubmarinos MK6, modelo 1, um em cada bordo, e duas calhas para lançamento de bombas de profundidade MK3, com capacidade para sete bombas, com controle local e remoto. O navio estava equipado com uma diretora de tiro MK33, modelo 38, um radar MK28, modelo 3, um telêmetro MK41, modelo 8 e um calculador MK10, modelo 66 B. Além disso, contava com um elemento estabilizador MK2, modelo 15, um quadro de manobra MKT, modelo 2 (bateria de 127 mm), duas diretoras MK51, modelo 2 com duas alças giroscópicas MK14, modelo 8 (bateria de 40 mm), e duas diretoras MKT, modelo 2, um calculador MK-T, modelo 2 com duas alças MK5 (torpedos). O sistema hidráulico dos reparos era de conteira, com controle local e remoto, situado a meio-navio, um em cada bordo.

### Radares
Para fins de combate, o Contratorpedeiro Amazonas possuía um Centro de Informações de Combate (CIC) composto por diversos equipamentos, incluindo radar de busca de superfície AN-SPS-4, radar de busca aérea AN-SPS-6C, repetidora mestra do radar de busca aérea AN-SPA-4B, repetidora do radar de superfície VJ-1, equipamento de derrota estimada, indicador de distância e coordenador de IFF associado ao radar de busca aérea, controle a distância dos transceptores de UHF, duas estações de rádio com equipamento de transmissão e recepção em várias faixas de frequência, entre outros.
O navio também estava equipado com sistemas de navegação, incluindo sonar QCR-1, indicador de desvio de marcação BDI-CQA 55098, registrador de distância CAN 55134-A, ecobatímetro ET-SQN1, radiogoniômetro RCA DP12, repetidora do odômetro de superfície e controle do Degauss, repetidora de giro, agulha magnética de governo, repetidora do odômetro de fundo e repetidora do radar AN-SPA-4A (que podia repetir os dois radares). Em termos de comunicações, o navio dispunha de uma estação de comunicações visuais com recursos de bandeiras, escote e holofotes. Além disso, possuía duas estações de rádio com equipamento de transmissão e recepção em diversas faixas de frequência, abrangendo média, alta, muito alta e ultra-alta frequência.

## História
O contratorpedeiro da classe Amazonas, pertenceu à primeira série de seis navios dessa classe, composta pelo Araguari, Ajuricaba, Acre, Araguaia, Apa e o próprio Amazonas. Sua construção ocorreu no Arsenal de Marinha do Rio de Janeiro, com a quilha sendo batida em 20 de julho de 1940. Este navio foi lançado ao mar em 29 de novembro de 1943, com a Sra. Rosa Mendonça de Lima como madrinha do batismo.
A incorporação do Contratorpedeiro Amazonas à Armada Brasileira ocorreu mediante o Aviso Ministerial nº 1.176, datado de 11 de junho de 1949, quando também passou por uma Mostra de Armamento. Nesse momento, o navio recebeu o indicativo visual A1, posteriormente alterado para D12. Vale destacar que ele foi o sétimo navio a ostentar o nome Amazonas na Marinha do Brasil, uma homenagem ao maior rio do país, situado no estado homônimo. Os seis predecessores com o mesmo nome eram: uma fragata de propulsão a vela de 1824, que teve seu nome posteriormente alterado para Constituição; uma corveta de propulsão a vela de 1829, que participou de várias missões durante a Revolta dos Cabanos no Pará; um pequeno veleiro aparelhado como escuna em 1837; um vapor de guerra construído na Inglaterra em 1852, que se destacou na Guerra do Paraguai, especialmente na Batalha do Riachuelo; um cruzador protegido construído na Inglaterra em 1894, que era idêntico ao cruzador Barroso e foi vendido aos Estados Unidos em 1898; e um contratorpedeiro do tipo Pará, construído na Inglaterra em 1909, que foi empregado no patrulhamento da Baía de Guanabara durante a Primeira Guerra Mundial.
A classe Amazonas, também conhecida como classe A, foi construída para substituir os seis navios da classe J, encomendados a estaleiros ingleses desde 1936. No entanto, devido ao estado de guerra, o governo britânico requisitou os navios da classe J, indenizando o governo brasileiro de acordo com o contrato estabelecido. Portanto, a construção dos contratorpedeiros da classe A ficou a cargo do Arsenal de Marinha do Rio de Janeiro, que precisou adaptar os desenhos do casco inglês aos sistemas de propulsão de origem estadunidense, bem como aos complementos, instalações elétricas, armamento e outras características. Isso resultou em navios híbridos, com algumas limitações, como redução de espaços disponíveis, raio de ação e estabilidade.
Durante seu serviço ativo na Armada, o navio percorreu um total de 187.646,97 milhas marítimas, totalizando 721,5 dias de navegação. Durante esse período, realizou missões de patrulha, operações antissubmarinas e participou de várias Operações Unitas, além de exercícios conjuntos com marinhas estrangeiras. Além disso, o Amazonas esteve envolvido em várias comissões e eventos notáveis, incluindo o transporte de presidiários, a recepção do cruzador Tamandaré e a participação em ações de repressão a movimentos grevistas. Em 19 de junho de 1973, o contratorpedeiro Amazonas foi descomissionado e subordinado ao Arsenal de Marinha do Rio de Janeiro.